# Kung Fu Kun
Kung Fu Kun (カンフーくん, Kanfū-kun) é um filme japonês lançado em 29 de março de 2008.

## Sinopse
Um pequeno prodígio shaolin (Kung Fu) derrota vários oponentes como treinamento, e como teste final seu mestre diz que ele terá de enfrentar seu "último oponente" no Japão, para tornar-se um mestre das artes marciais. Usando seus poderes ele aparece em Tóquio, e lá encontra Izumi (uma senhora de meia-idade que é hábil no tai chi chuan e é dona de um restaurante chinês chamado Koraku) e sua neta, uma garota chamada Reiko. Logo eles se tornam amigos, porém Reiko é raptada por uma organização maligna. Kung Fu então percebe finalmente quem é seu último oponente, e parte para derrotá-lo e salvar sua amiga.

## Elenco
- Zhāng Zhuàng como Kung Fu
- Nanami Fujimoto como Reiko
- Pinko Izumi como Izumi